# Manfred Kainz (Rennfahrer)
Manfred „Mandy“ Kainz (* 31. Jänner 1972) ist ein österreichischer Motorradrennfahrer, Teamgründer und Manager des Yamaha Austria Racing Teams.

## Ausbildung
Nach der Volksschule in Heimschuh maturierte er in Leibnitz 1990 und studierte anschließend in Graz Maschinenbau und Jus, beendete allerdings keines der beiden Studien.

## Berufslaufbahn
Nach einer zweijährigen Tätigkeit als Computertechniker entschloss sich Kainz in die Motorradbranche zu wechseln und arbeitete seit 1993 als Motorradverkäufer in Leibnitz. 2001 gründete er mit 29 Jahren sein eigenes Unternehmen, das Yamaha Austria Racing Team, welches im Mai 2009 in die YART GmbH einfloss. 2009 erreichte Kainz mit seinem Motorradteam den Weltmeistertitel in der Langstrecken-WM. Er wurde 2009 mit dem Ehrenpreis des Präsidenten des ÖAMTC ausgezeichnet. Außerdem wurde ihm im November 2010 das Landessportehrenzeichen für besondere Verdienste in Gold des Landes Steiermark von Landeshauptmann Franz Voves verliehen.

## Sportliche Laufbahn

### Als Rennfahrer
- 1994–1995 Honda-Cup
- 1995–1996 Österreichische Supersport-Meisterschaft
- 1997–1999 Österreichische Superbike-Meisterschaft
- 1998 Sieg beim Lauf der Österreichischen Superbike-Meisterschaft am Pannonia-Ring
- 1998 Wildcard beim Superbike-WM-Lauf in Zeltweg
- 1999 Pole-Position beim Lauf der Österreichischen Superbike-Meisterschaft am Pannonia-Ring
- 2001 2. Platz in der Stocksport-Klasse beim Langstrecken-Weltmeisterschaftslauf 6-Stunden-Rennen von Brünn

### Als Teammanager
- 2006 – Langstrecken-Vizeweltmeister auf Yamaha
- 2008 – Langstrecken-Vizeweltmeister auf Yamaha (Yamaha Austria Racing Team)
- 2009 – Langstrecken-Weltmeister auf Yamaha (Yamaha Austria Racing Team)
- 2023 – Laangstrecken-Weltmeister auf Yamaha (Yamaha Austria Racing Team)
- 6 Siege in der Langstrecken-Weltmeisterschaft
- 6 Pole-Positions in der Langstrecken-Weltmeisterschaft
- 9 Schnellste Rennrunden in der Langstrecken-Weltmeisterschaft
- 25 Podiumsplatzierungen in der Langstrecken-Weltmeisterschaft